# Tvoje hnutí
Tvoje hnutí (polsky Twoj Ruch; do roku 2013 Palikotovo hnutí, polsky Ruch Palikota, Ruch PL, RP) je polská politická strana založená v roce 2011 Januszem Palikotem. Strana byla zaregistrována 1. června 2011 poté, co hrozilo odejmutí registrace straně Ruch Poparcia založené také Januszem Palikotem. Současně se stranou existuje také sdružení Ruch Poparcia Palikota. Strana nemá zastoupení ani v Polském parlamentu, ani v Evropském parlamentu.

## Historie
Po polských parlamentních volbách v říjnu 2011 se Palikotovo hnutí stalo překvapivě třetí nejsilnější parlamentní stranou.
Jeho obliba však rychle odezněla, v roce 2014 hnutí propadlo ve volbách do Evropského parlamentu (jím vedené uskupení liberálních a levicových stran získalo pouze 3,6 % hlasů a do parlamentu se nedostalo). V parlamentních volbách o rok později kandidovalo v koalici vedené Svazem demokratické levice, ale ani tato se do parlamentu nedostala.

## Program
Cílem strany je zrušení výuky náboženství ve školách, zavedení registrovaného partnerství pro osoby stejného pohlaví i pro heterosexuály, uvolnění potratové politiky, zrušení Senátu nebo legalizace měkkých drog.

## Výsledky v parlamentních volbách
| Volby               | Počet % | Změna | Mandáty (Sejm) | Změna | Mandáty (Senát) | Změna |
| ------------------- | ------- | ----- | -------------- | ----- | --------------- | ----- |
| 2011                | 10,07 % | –     | 40             | –     | 0               | –     |
| 2015 (v koalici ZL) | 7,55 %  | ▼     | 0              | ▼ 40  | 0               | –     |

V polských parlamentních volbách, konaných 9. října 2011 strana získala 10 % platných hlasů a byla tak zastoupena 40 zvolenými poslanci.
Jen málo z těchto nově zvolených poslanců bylo ještě před volbami polské společnosti známo. Výjimku tvořili aktivista za práva homosexuálů Robert Biedroń, transsexuálka Anna Grodzka, feministka Wanda Nowicka a samotný předseda strany Janusz Palikot. Za stranu bylo do polského Sejmu zvoleno mnoho podnikatelů, několik vysokoškolských pedagogů, ale také archeolog, sportovec, spisovatel, sociální pracovník, optik, informatik, lékařka, pracovnice v administrativě či ekonom. Největší podporu měla strana u mladých voličů a lidí z větších měst. Třetina jejích voličů byla mladší 29 let.
Polský sociolog Radosław Markowski se k volebnímu úspěchu strany vyjádřil v tom smyslu, že tradiční etablované konzervativní politické strany v zemi nebyly schopny odpovědět a správně reagovat na mnohé otázky, které hýbou polskou společností. Navíc až do těchto voleb nechodilo volit mnoho středo-levicových a levicových voličů, kteří neměli politickou alternativu, protože odmítali dát svůj hlas Svazu demokratické levice, kvůli určité části jejích členů, spjatých s komunistickou minulostí. Bývalý polský prezident Lech Wałęsa uvítal, že chce někdo jako Janusz Palikot „provětrat“ polský parlament. Polský spisovatel a žurnalista Jerzy Urban straně prorokoval „politickou budoucnost“, protože ji považuje za součást protestního hnutí, které se etablovalo především v Evropě a severní Africe.
Stranu ovšem potkal méně příjemný osud protestních stran – její popularita a voličská podpora se rychle zhroutila. Ve volbách do Evropského parlamentu v roce 2014 i v dalších parlamentních volbách už kandidovala v koalicích, které však žádné mandáty nezískaly.

### Poslanci zvolení za Palikotovo hnutí v roce 2011
| - Maciej Banaszak - Piotr Bauć - Robert Biedroń - Bartłomiej Bodio - Jerzy Borkowski - Artur Bramora - Jan Cedzyński (RACJA Polskiej Lewicy) - Piotr Chmielowski - Artur Dębski - Marek Domaracki - Dariusz Dziadzio - Wincenty Elsner - Artur Górczyński - Anna Grodzka - Michał Kabaciński - Adam Kępiński - Krzysztof Kłosowski - Henryk Kmiecik - Roman Kotliński (reprezentant strany RACJA Polskiej Lewicy) - Łukasz Krupa | - Jacek Kwiatkowski - Andrzej Lewandowski - Tomasz Makowski - Małgorzata Marcinkiewicz - Maciej Mroczek - Jacek Najder - Wanda Nowicka – vicemaršálkyně Sejmu (místopředsedkyně Sejmu) - Michał Pacholski - Janusz Palikot – předseda parlamentního klubu - Wojciech Penkalski - Andrzej Piątak - Zofia Popiołek - Marek Poznański - Andrzej Rozenek - Adam Rybakowicz - Armand Ryfiński - Paweł Sajak - Marek Stolarski - Halina Szymiec-Raczyńska - Maciej Wydrzyński |